# Phòng trưng bày thành phố Bratislava

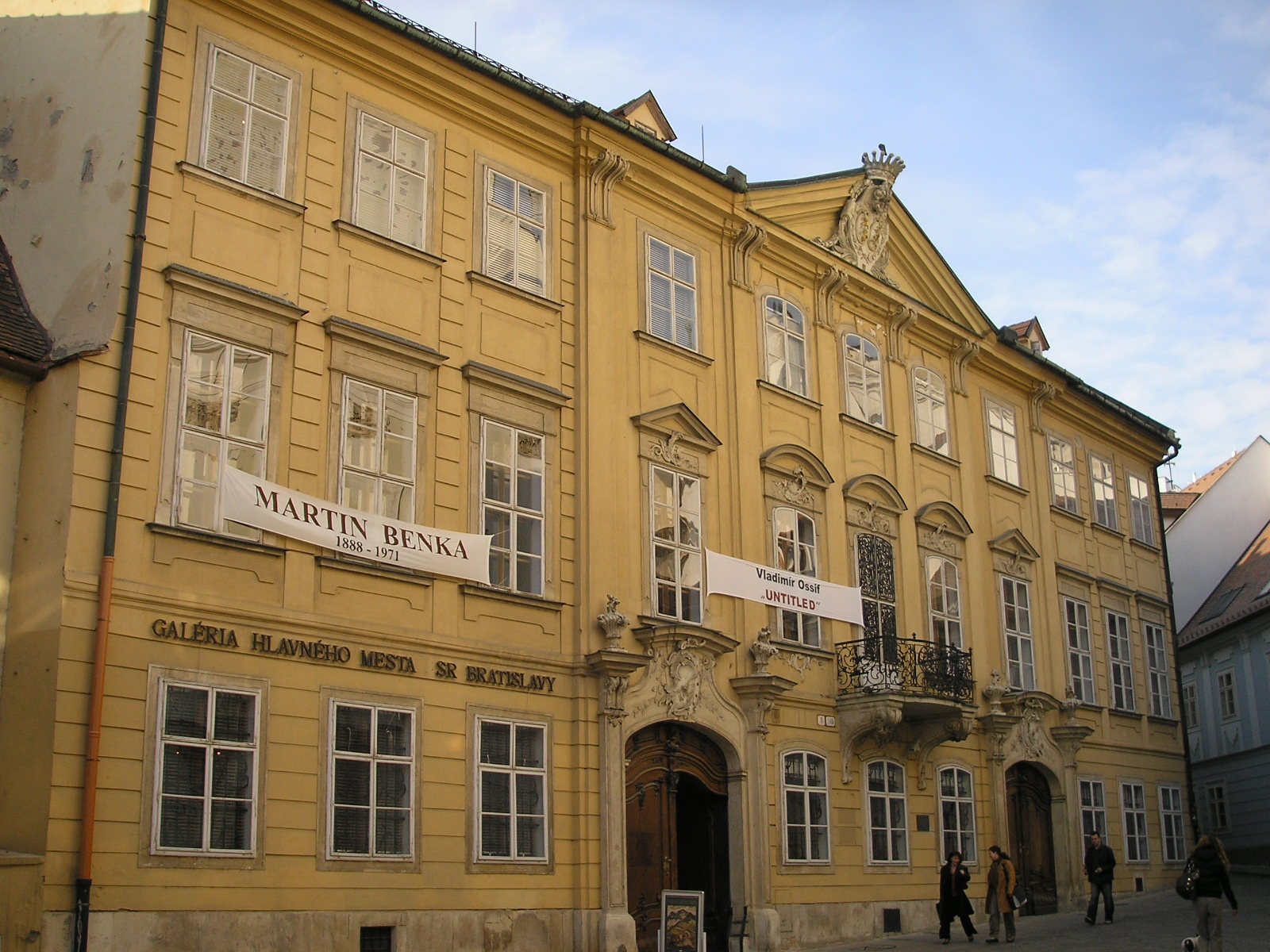
Cung điện Mirbach, nơi tọa lạc của Phòng trưng bày Thành phố Bratislava

Phòng trưng bày Thành phố Bratislava (tiếng Slovak: Galéria mesta Bratislava, viết tắt là GMB) là phòng trưng bày nghệ thuật tọa lạc trong Khu Phố Cổ của thủ đô Bratislava, Slovakia. Đây là phòng trưng bày lớn thứ hai ở Slovakia. Phòng trưng bày được trong khuôn viên Cung điện Mirbach (tiếng Séc: Mirbachov palác) và Cung điện Pálffy (tiếng Séc: Pálffyho palác). Cả hai cung điện này đều là những công trình lịch sử lâu đời và có kiến trúc độc đáo của Slovakia.

## Lịch sử
Mặc dù các tác phẩm nghệ thuật được trưng bày tại đây đã bắt đầu được thu thập từ những năm đầu thế kỷ 19 nhưng đến tận năm 1961 thì mới đủ tác phẩm. Hiện nơi đây đang lưu giữ khoảng 35.000 tác phẩm nghệ thuật, trong đó có nhiều bức tranh và tác phẩm điêu khắc nổi tiếng.

## Vị trí phong trưng bày
Phòng trưng bày tọa lạc trong hai công trình thuộc Khu Phố Cổ Bratislava, cụ thể là tại Cung điện Mirbach (nằm ở quảng trường Františkánske đối diện với Nhà thờ Franciscan) và Cung điện Pálffy (nằm trên Phố Panská đối diện với Đại sứ quán Anh).